# 王禔
王 禔（おう し）は、清末民初の篆刻家・書家。もとの名は寿祺、後に禔と改名。字は維季、号は福庵・福厂・鋤石農・微幾・屈瓠・羅刹江民・印傭・石奴、70歳以降は持黙老人とした。杭州府仁和県の人。

## 略伝
父の王同伯は金石研究家で多くの著述がある。幼い頃から家学を受け、印を刻し、書法を得た。数学と製図を得意とし、鉄道に従事したこともある。1904年、20代にて丁仁・葉銘・呉隠とともに西泠印社を設立した。1913年、各地を遊歴した後、北京印鋳局の技師となり、同時に故宮博物院古物陳列所の鑑定員となる。このとき羅振玉の印譜『金薤留珎』の編集に携わっている。1930年、上海に戻ると書や印を売って生計を立てた。晩年には浙江省文史館館員と上海国画院の画師となり、また中国金石篆刻研究社籌委会主任委員を任ぜられる。
篆刻ははじめ浙派に学び、のちに鄧派（鄧石如派）と趙派（趙之謙派）を併せて学んだ。王禔は正しい刻法を遵守し、素朴な作風であった。門弟にも刻法を遵守させ基礎を固めた後、独自性を持たせる指導法だった。書は金石文・小篆について当代第一とされ、後年は隷書・楷書にも高い格調を得た。
古印の収蔵家としても知られた。享年82。

## 著書
- 『説文部屬検異』
- 『麋硯斎作篆通假』
- 『福庵蔵印』
- 『麋硯斎印存』